# ユベール・デュポン
ユベール・デュポン（Hubert Dupont、1980年11月13日 - ）は、フランス、リヨン出身の自転車競技（ロードレース）選手。2006年からAG2R・ラ・モンディアルに所属。

## 来歴
10歳の時に父が所属するクラブで自転車競技を始める。19歳の時にヴェロクラブ・カラドワに加入。
2002年、ヴェロクラブ・ラ・ポム・マルセイユに加入。2003年にジロ・デッラ・ヴァッレ・ダオスタ第1aステージで別府史之、フィリップ・デニャンとのトリオで優勝。2004年、ベビージロ第4ステージで優勝。
2004年、R.A.G.T.・スマンセ・MGローバーのトレーニーになる。翌年に、R.A.G.T.・スマンセでプロデビュー。しかしその年限りでR.A.G.T.・スマンセは解散。
2006年、AG2R・プレヴォワイアンスに移籍。ブエルタ・アル・パイスバスコで山岳賞獲得。グランツールにも出場し、ジロ・デ・イタリアでは第10ステージで4位に入り総合32位、ブエルタ・ア・エスパーニャでは総合40位。
2007年、ジロ・デ・イタリア総合25位、ブエルタ・ア・エスパーニャ総合17位。
2008年、ツール・ド・フランスに初出場。
2011年、ジロ・デ・イタリア総合11位。

## 主な戦績
- 2003年
  - ジロ・デッラ・ヴァッレ・ダオスタ　第1aステージ　優勝（別府史之、フィリップ・デニャンとのトリオ）
  - レ・モン・リュベロン　優勝
  - ツール・デュ・シャロレー　3位

- 2004年
  - ラ・デュルトッシャ　優勝
  - ベビー・ジロ　区間優勝（第5ステージ）
  - レ・ブークル・デュ・スュド・アルデシュ　2位
  - グランプリ・ド・クール＝ラ＝ヴィル　3位

- 2005年
  - レ・モン・リュベロン　4位
  - クリテリウム・デ・エスポワール　総合9位

- 2006年
  -  ブエルタ・アル・パイスバスコ　山岳賞
  - ルート・デュ・スュド　総合6位
  - ツール・デュ・ドゥー　7位
  - ツール・デュ・リムザン　総合10位

- 2007年
  - ツール・デュ・ドゥー　4位

- 2008年
  - ルート・デュ・スュド　総合6位

- 2009年
  - フランス選手権　ロードレース　5位
  - グラン・プレミオ＝ミゲル・インドゥライン　7位
  - ツール・ド・レン　総合10位

- 2012年
- ルート・デュ・スュド　総合2位
- ジロ・デル・トレンティーノ　総合7位
- クリテリウム・アンテルナシオナル　総合9位

- 2013年
- ルート・デュ・スュド　総合7位

- 2016年
  - ツール・デュ・リムザン　総合3位
- ジロ・デル・トレンティーノ　総合10位

- 2017年
  - グランプリ・ドゥヴェルテュール・ラ・マルセイエーズ　8位
- ルート・デュ・スュド　総合10位
  - ツール・デュ・リムザン　総合10位

- 2018年
  - ルート・ドクシタニー　総合7位

### グランツール

#### ジロ・デ・イタリア
- 2006年：総合32位
- 2007年：総合25位
- 2010年：総合20位
- 2011年：総合11位
- 2012年：総合16位
- 2013年：総合32位
- 2014年：総合16位
- 2015年：総合42位
- 2016年：総合11位
- 2017年：総合19位
- 2018年：総合20位

#### ツール・ド・フランス
- 2008年：総合55位
- 2009年：総合33位
- 2011年：総合22位
- 2012年：リタイア（第7ステージ未出走）
- 2013年：総合34位

#### ブエルタ・ア・エスパーニャ
- 2006年：総合40位
- 2007年：総合17位
- 2008年：総合32位
- 2010年：総合55位
- 2014年：総合54位